# Gastón Reyno
Gastón Heber Reyno Aguirre (Montevideo, 11 de noviembre de 1986) es un artista marcial mixto uruguayo que compite en la categoría de peso pluma. Peleador profesional desde 2013, estando en el 2024 ya retirado siendo comentador de peleas en espn.

## Primeros años
De niño, Reyno tuvo problemas de salud que comprometieron su vida y pasó en varias ocasiones por el quirófano aferrado a una foto de Jean-Claude Van Damme, su máximo ídolo. 
En 2010 fue campeón del mundial de taekwondo y el dinero recaudado lo utilizó para hacerse una cirugía estética debido a las cicatrices de su niñez.
Sus padres no querían que practicara deportes de combate pero su pasión lo llevó a viajar por el mundo aprendiendo diferentes disciplinas. 
Hasta el momento, Reyno es el único competidor uruguayo de artes marciales mixtas en competir en la promoción estadounidense Bellator MMA.

## Carrera de artes marciales mixtas
Reyno debutó con triunfo en el Bellator MMA en junio de 2015, al derrotar por sumisión a Greg Scott en el tercer asalto, siendo esta la tercera sumisión más rápida de la categoría del peso. En febrero de 2016 perdió ante Chuka Willis por decisión unánime. En julio de 2016 venció  L.J. Hermreck por nocaut técnico a los 3:57 del tercer asalto, en Kansas Star Arena, de Mulvane, Kansas. En enero de 2017 perdió ante Justin Overton por sumisión técnica en el segundo asalto.
Reyno venció a Henri Kakiuchi por nocaut técnico en febrero de 2018. Luego firmó con Combate Américas como peleador y además como comentarista en la cadena estadounidense Univisión. En septiembre de 2018 triunfó ante Carlos Ochoa por sumisión. Recuperado de una larga lesión, regresó en diciembre de 2019 para conseguir su noveno triunfo en artes marciales mixtas ante Rey Trujillo por decisión unánime.
En mayo de 2020, Reyno pasó a ESPN para relatar los combates de UFC para América Latina.

## Carrera en boxeo sin guantes
En febrero de 2023, Reyno debutó en boxeo sin guantes, logrando la victoria ante Daniel Mason Van Sickle en BKFC. Luego participó del programa de canto ¿Quién es la máscara? en Teledoce, disfrazado de Hombre Hielo.

En julio de 2025 logró otra victoria en BKFC, consiguiendo un TKO en el tercer asalto ante Milton Volter

## Campeonatos y logros
- 2017, Jiu Jitsu Summer Challenge, en California.

## Récord en artes marciales mixtas
| Récord profesional | Récord profesional | Récord profesional |
| 13 peleas          | 9 victorias        | 2 derrotas         |
| ------------------ | ------------------ | ------------------ |
| Nocaut             | 4                  | 0                  |
| Sumisión           | 4                  | 1                  |
| Decisión           | 1                  | 1                  |
| Sin resultado      | 2                  | 2                  |

| Resultado     | Récord  | Oponente                   | Método                              | Evento                                           | Fecha                    | Ronda | Tiempo | Localización           | Notas |
| ------------- | ------- | -------------------------- | ----------------------------------- | ------------------------------------------------ | ------------------------ | ----- | ------ | ---------------------- | --- |
| Victoria      | 9–2 (2) | Rey Trujillo               | Decisión (unánime)                  | Combate Americas - Tito vs. Alberto              | 7 de diciembre de 2019   | 3     | 5:00   | Hidalgo                | |
| Victoria      | 8–2 (2) | Carlos Ochoa               | Sumisión (rear-naked choke)         | Combate Americas - Road to Copa Combate          | 28 de septiembre de 2018 | 1     | 2:21   | Long Beach, California | |
| Victoria      | 7–2 (2) | Henri Kakiuchi             | TKO (golpes)                        | MMA International 2018                           | 13 de febrero de 2018    | 1     | 2:30   | Punta del Este         | |
| Derrota       | 6–2 (2) | Justin Overton             | Sumisión técnica (rear-naked choke) | Bellator 171                                     | 27 de enero de 2017      | 2     | 0:34   | Mulvane, Kansas        | |
| Victoria      | 6–1 (2) | L.J. Hermreck              | TKO (golpes)                        | Bellator 159                                     | 22 de julio de 2016      | 3     | 3:57   | Mulvane, Kansas        | |
| Derrota       | 5–1 (2) | Chuka Willis               | Decisión (unánime)                  | Bellator 150                                     | 26 de febrero de 2016    | 3     | 5:00   | Mulvane, Kansas        | |
| Victoria      | 5–0 (2) | Yohance Flager             | Sumisión (rear-naked choke)         | Kansas City Fighting Alliance - Fight for a Cure | octubre de 2015          | 1     | 3:35   | Independence, Misuri   | |
| Victoria      | 4–0 (2) | Greg Scott                 | Sumisión (guillotine choke)         | Bellator 139                                     | 26 de junio de 2015      | 1     | 1:17   | Mulvane, Kansas        | |
| Victoria      | 3–0 (2) | Jason Russell              | TKO (golpes)                        | Blackout Fighting Championship 27                | 24 de enero de 2015      | 1     | 1:54   | Kansas City, Misuri    | |
| Victoria      | 2–0 (2) | Eric Coward                | TKO (golpes)                        | Kansas City Fighting Alliance 12                 | 4 de octubre de 2014     | 1     | 0:55   | Independence, Missouri | |
| Victoria      | 1–0 (2) | Wes Miller                 | Sumisión (patadas)                  | Kansas City Fighting Alliance 11                 | 19 de julio de 2014      | 1     | 1:46   | Independence, Missouri | |
| Sin resultado | 0–0 (2) | David Nelson               | Sin resultado                       | Titan FC 28                                      | 16 de mayo de 2014       | 1     | 1:02   | Newkirk, Oklahoma      | Originalmente victoria para Reyno, resultado cambiado por una patada ilegal a la cabeza con el oponente en el suelo. |
| Sin resultado | 0–0 (1) | Maximiliano Maykol Alfonzo | Sin resultado                       | Gladiators 1 - Uruguay vs. Brasil                | 3 de agosto de 2013      | -     | -      | Punta del Este         | |